# Mitsubishi Minicab
Der Mitsubishi Minicab ist ein Kleintransporter in der japanischen Kei-Car Klasse, der als Kastenwagen, Kleinbus oder Pritschenwagen von Mitsubishi Motors seit 1966 produziert wird. Der Vorgänger des Minicab als Pickup war der 360, der erstmals 1961 von Shin Mitsubishi Heavy Industries, einem von drei regionalen Automobilunternehmen von Mitsubishi Heavy Industries, die später zu Mitsubishi Motors zusammengefasst wurden, vorgestellt wurde. Die Wagen waren für die niedrigste Steuerklasse innerhalb der Kei-Cars gedacht und daher mit einem Motor mit nur 356 cm3 Hubraum bestückt. Der Minicab wird seit 2011 mittels Badge-Engineering von Nissan auf dem Heimatmarkt vertrieben und ältere Generationen des Minicab werden durch andere Hersteller weiter produziert.

## Minicab I 1966–1972, II 1972–1977

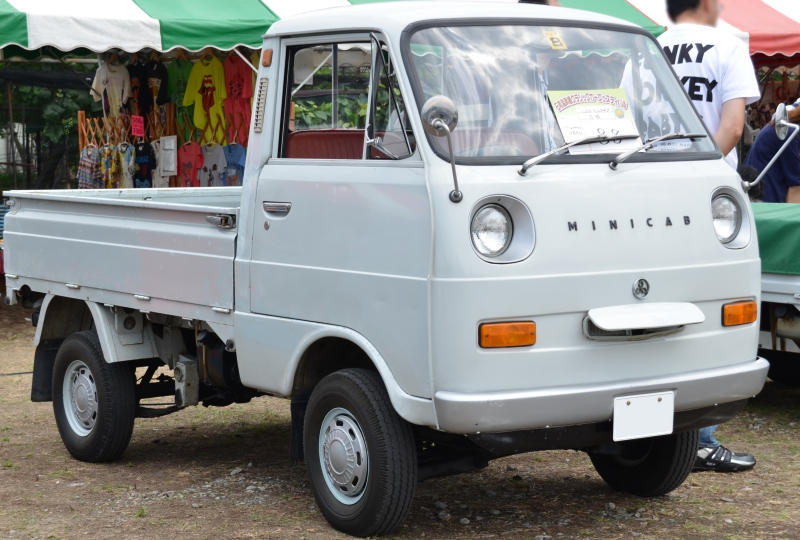
Minicab 1. Generation

Der Minicab-Pickup wurde 1966 als Nachfolger des 360 Pickup vorgestellt. Er hatte den gleichen Motor wie der 360, einen luftgekühlten Zweitaktmotor mit 359 cm3 und auf drei Seiten abklappbare Bordwände, die das Be- und Entladen erleichterten. 1971 wurde der Minicab erstmals überarbeitet: der Mitsubishi EL bot eine neue Innenausstattung und eine längere Pritsche. Die Straßenlage verbesserte sich durch die Aufhängung der Vorderräder an Querlenkern und der Hinterräder an Schraubenfedern. 1972 kam ein geschlossener Lieferwagen dazu und der Minicab W hatte auch einen neuen Motor.

## Minicab Dritte Generation / L100 (1977–1984)

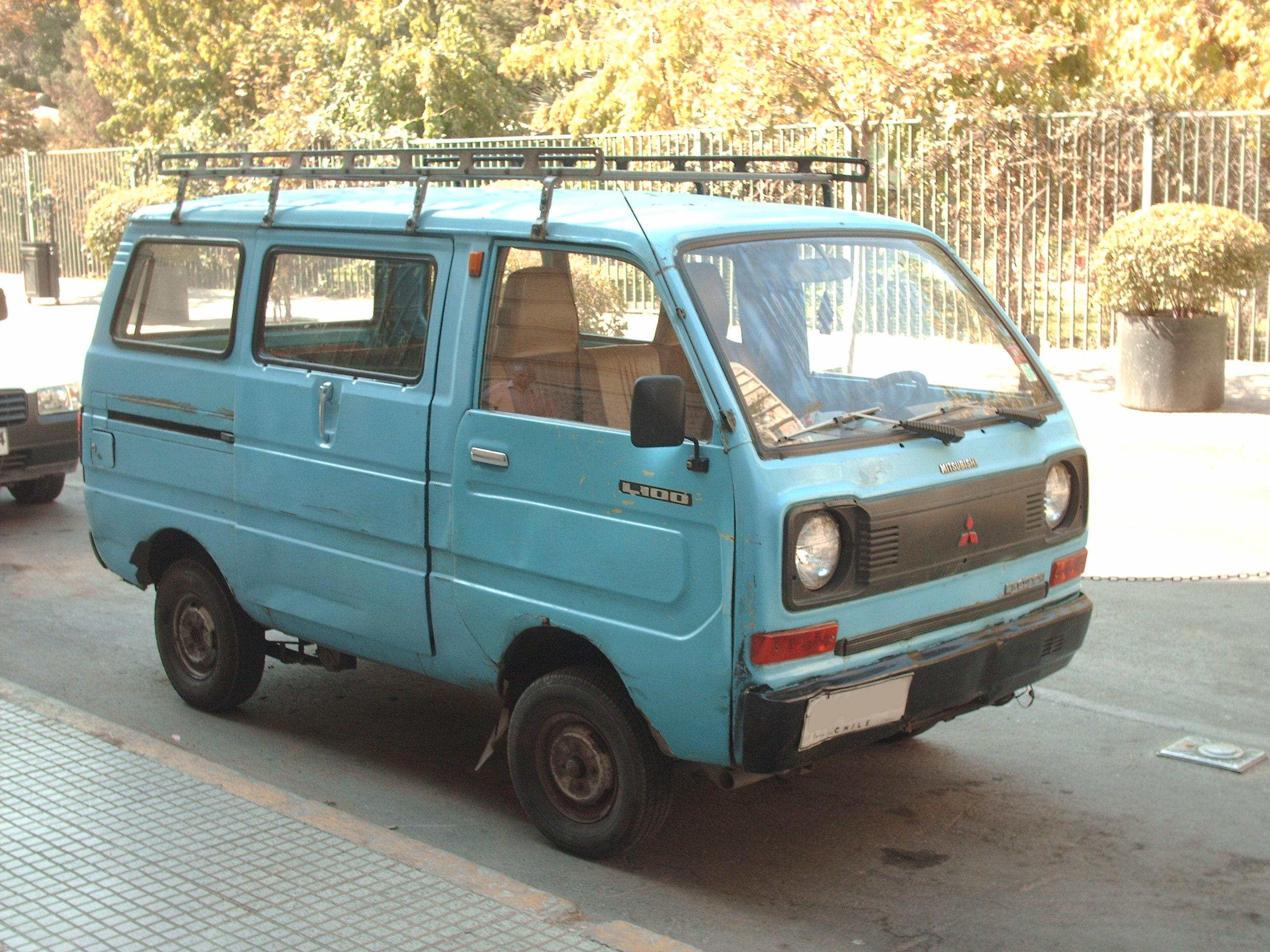
Minicab 3. Generation

1977 führte man die dritte Generation des Minicab ein. Auf einigen Exportmärkten wurde er auch als L100 angeboten. Auch er hielt die Beschränkungen der japanischen Steuergesetze ein, fiel aber als Minicab Wide 55 länger und breiter aus und besaß einen Motor mit 471 cm3 Hubraum. Er hatte auch neue Ausstattungsdetails, wie zum Beispiel  Defrosterdüsen für die Windschutzscheibe, eine Mittelkonsole und einen Zentrallüfter. 1981 ließ Mitsubishi die Bezeichnung „Wide 55“ fallen, da der Markt inzwischen den größeren Minicab akzeptiert hatte. Heckscheibenwischer und elektrisch verschließbare Hecktür wurden ebenso eingeführt wie ein Bremskraftverstärker und 1983 bekam der Flachbodenvan eine doppelte Wandkonstruktion, sodass sich ein flacher, offener Laderaum ergab.

## Minicab Vierte Generation / L100 (1984–1991)

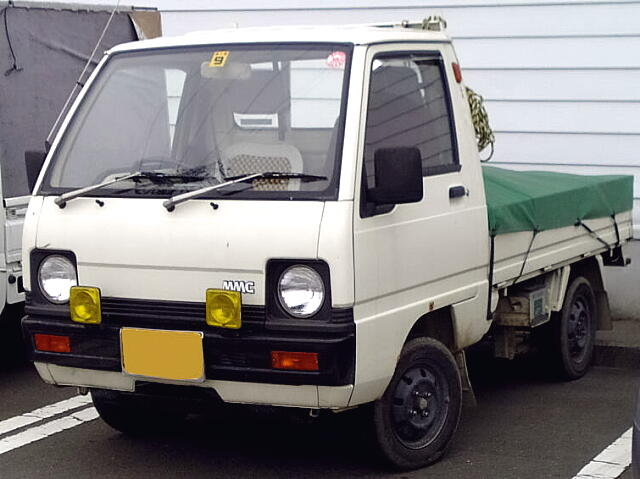
4. Generation

Der Minicab wurde parallel mit dem Minica weiterentwickelt und 1984 wurde die vierte Generation eingeführt. Wiederum wurde das Modell auch als L100 angeboten, in Japan bezeichnete dies die günstigsten Versionen. Es gab zwar auch Verbesserungen für den Einsatz des Minicab als Lieferwagen, die meisten Veränderungen zielten aber auf einen Minicab als Freizeitfahrzeug. Rechteckige-schräge Scheinwerfer spielten im Styling eine wichtige Rolle, ebenso wie größere Fenster für bessere Rundumsicht. Mitsubishi bot fünfzehn Frontantriebs- und Allradversionen als Van oder Kastenwagen und zehn verschiedene Pritschenwagen an. Die vierte Generation des Minicab enthielt viele in dieser Klasse führende Ausstattungsdetails an, wie zum Beispiel selbstsperrende Freilaufnaben bei allen Allradantriebsmodellen oder einen Wendekreis von nur 3,7 m bei den Versionen mit Heckantrieb. Die Kombis hatten das erste Schiebedach in ihrer Klasse. Ab 1987 wurde der Minicab als erstes Kei-Car mit einem Turbomotor angeboten.

## Mitsubishi Varica / CMC Varica
In Taiwan wird von der China Motor Corporation (CMC) der Minicab der 4. Generation für den dortigen Markt als CMC Varica und für China als Mitsubishi Varica produziert. Die 1. Generation war mit dem Mitsubishi-3G82-Ottomotor mit 1061 cm³ und 43 kW (58 PS) versehen. Sie erreichte eine Höchstgeschwindigkeit von 115 km/h. Mittlerweile gab es 2 Modellpflegen mit geändertem Motor 4A32 mit 1198 cm³ Hubraum bei der 2. Generation und dem 4G13 mit 1299 cm³ Hubraum bei der aktuellen, dem Design der 6. Generation angepassten Version. Dabei beträgt hier die Länge 3645 mm, die Breite 1475 mm und die Motorleistung 56 kW (76 PS).

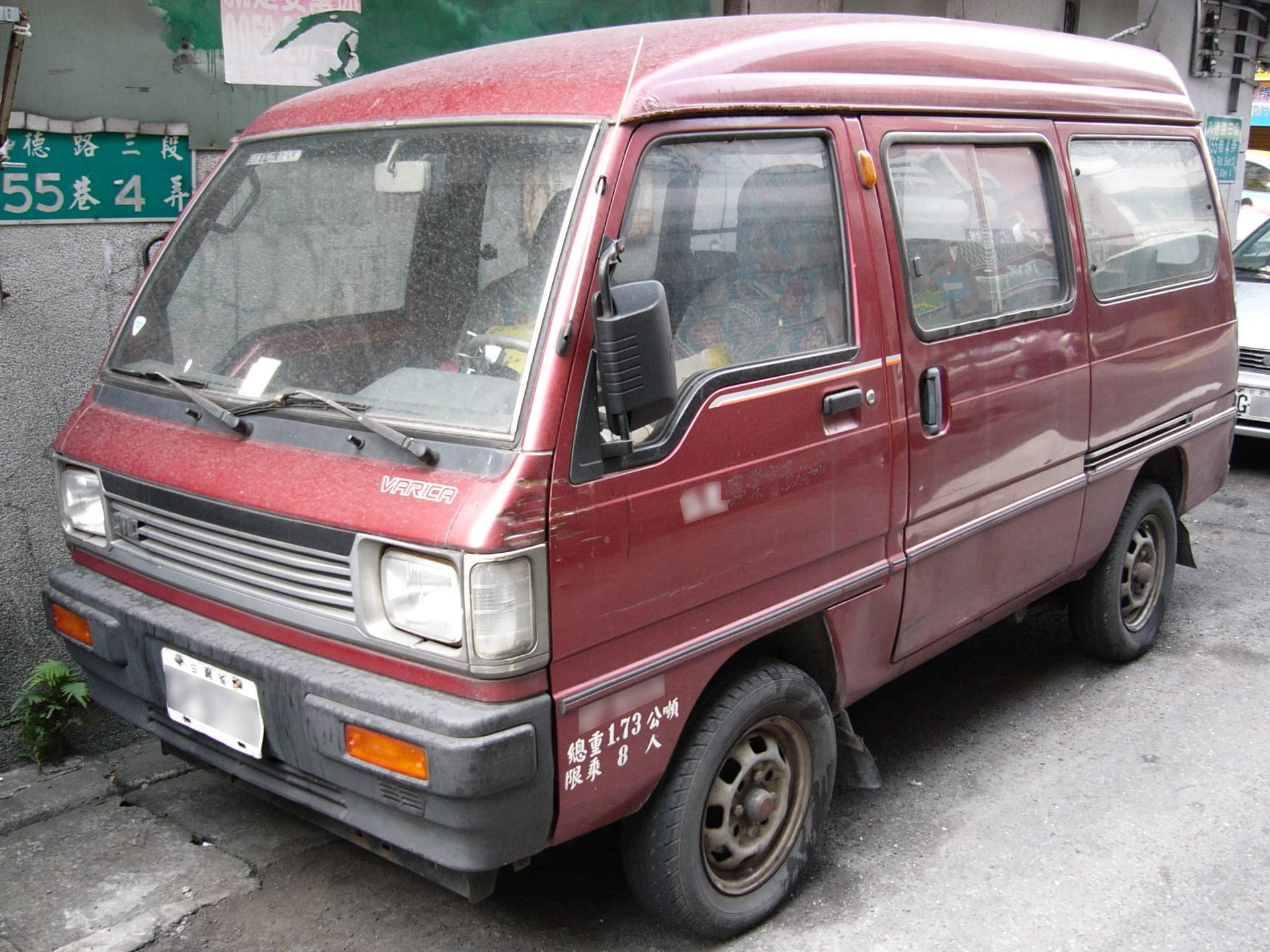
Varica I
Varica II
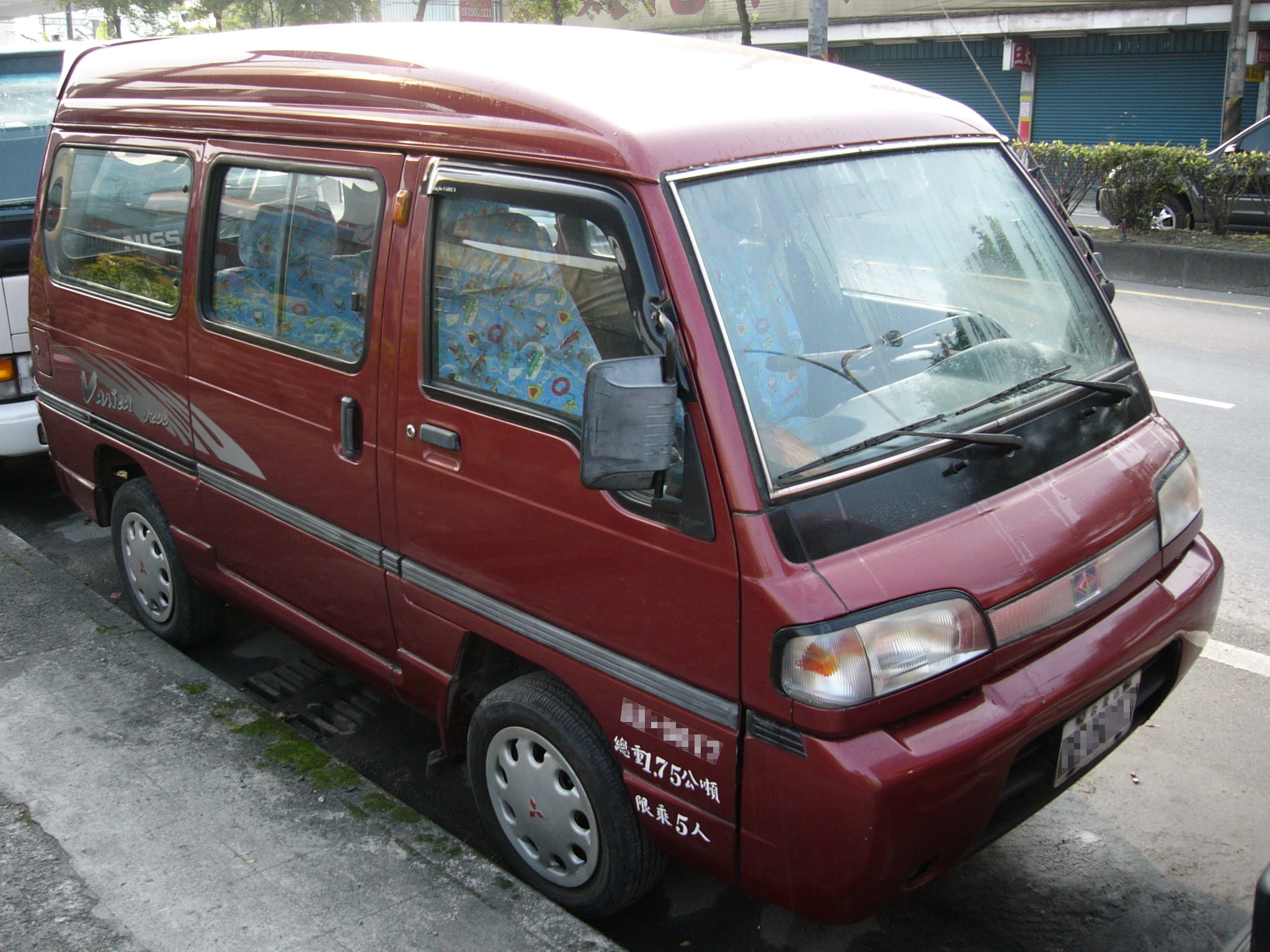
Varica III

## Minicab Fünfte Generation / L100 (1991–1999)

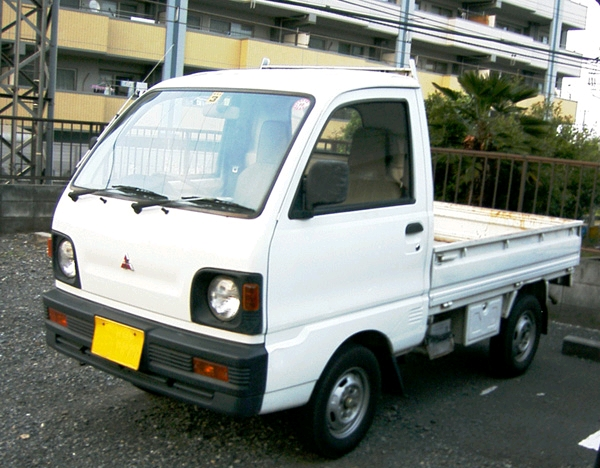
5. Generation

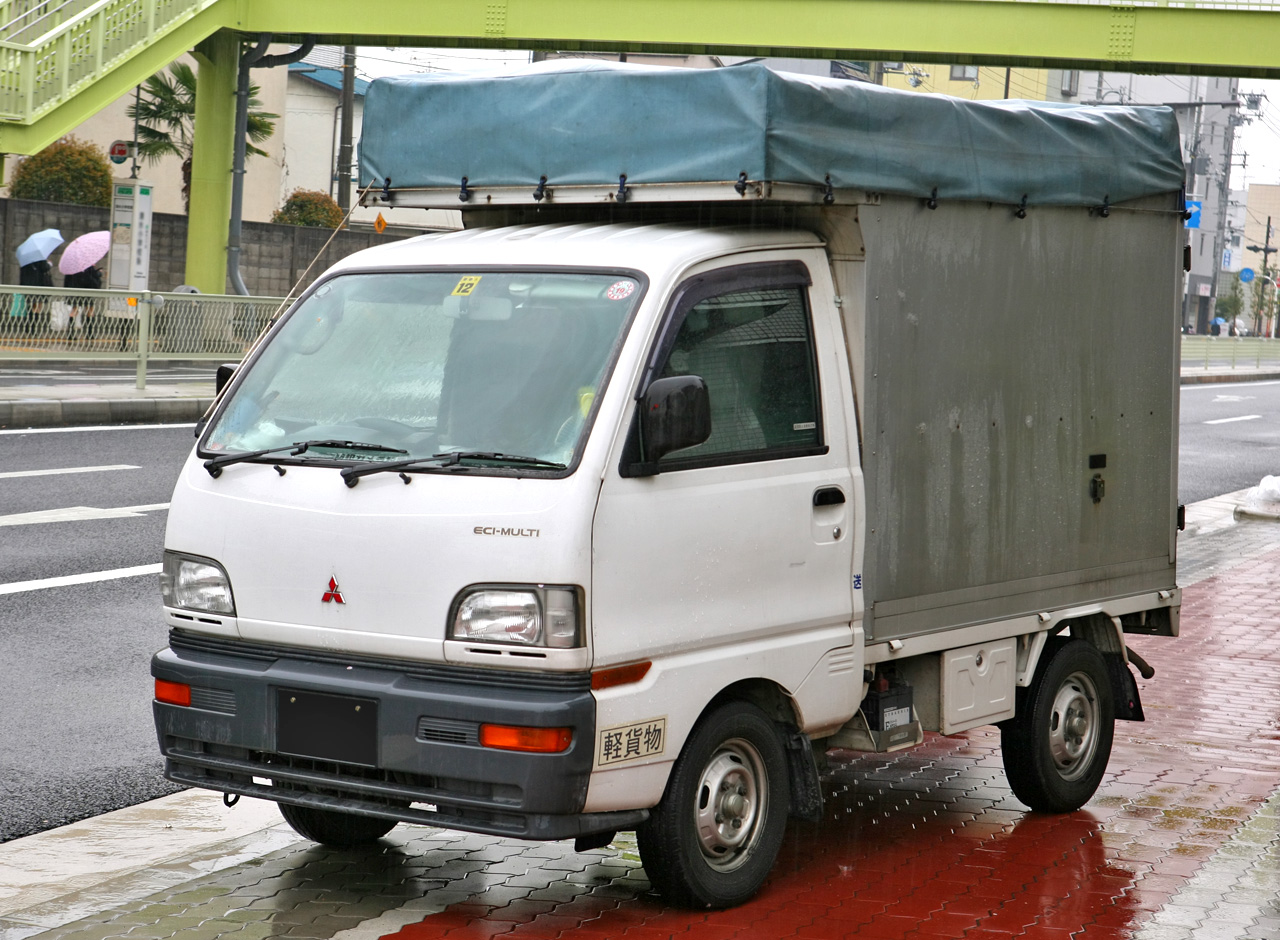
Facelift-Version

1991 folgte die 5. Generation. Wiederum gab es das Modell im Export und im heimischen Markt als L100. Er wurde von einem überarbeiteten Dreizylinder-Ottomotor Typ 3G83 mit nun 660 cm³ Hubraum angetrieben. Erstmals gab es nun 12-Zoll-Räder und Scheibenbremsen vorne für die Van- und Minivanversionen. Ab 1993 hatten sie serienmäßig ein Fünfgang-Schaltgetriebe.
1994 gab es ein Facelift mit nun rechteckigen Scheinwerfern und neuem Armaturenbrett mit elektronischem Wegstreckenzähler. 1996 folgte eine V30 Special Edition anlässlich des 30. Jubiläums des Minicab. 1999 endete die Produktion, wobei der Minicab-Minivan vom indischen Fahrzeughersteller Premier als Premier Sigma weiter produziert wurde, jedoch mit einem in Lizenz gebauten PSA-XU-Dieselmotor aus dem Peugeot 309.

## Minicab 6. Generation (seit 1999) Nissan Clipper NV100/NT100 (seit 2003)
Im Februar 1999 startete die 6. Generation (U61V/62V U61T/62T), die wiederum als Pickup, Kastenwagen oder Kleinbus erhältlich sind. Das Leergewicht wird mit 700–1030 kg angegeben. Der Minivan wurde vom Town Box abgelöst und der Name L100 wurde nicht mehr verwendet. Das Modell hat eine vergrößerte Knautschzone im Bereich der Vorderachse. Zudem gab es nun einen Fahrer-Airbag serienmäßig. Als Motor kommt eine überarbeitete Version des 3G83 zum Einsatz mit 5-Gang-Schaltgetriebe oder optional 4-Stufen-Automatikgetriebe.
Im Oktober 2003 startete mittels Badge-Engineering der Nissan Clipper U71V als Kastenwagen oder Kleinbus und der U71T als Pickup. Ab 2004 gehörte auch der Beifahrerairbag zur Serienausstattung.
Im Mai 2006 erschien eine Sonderedition des Minicab zum 40. Jubiläum. Ab Dezember 2006 folgten einige Verbesserungen wie überarbeitete Seitenspiegel und ein Fahrwerk mit anders abgestimmten Stoßdämpfern. Im Oktober 2007 erschien eine Bi-Fuel Version, die sowohl mit Benzin als auch mit Erdgas (CNG) betrieben werden kann. Die Reichweite dieser Version beträgt 840 km. Zudem gab es einen neu gestalteten Kühlergrill und verbesserte Sicherheitsgurte auf den Rücksitzen. Seit Dezember 2009 hat der Kühlergrill die Farbe der Karosserie. Das Armaturenbrett wurde erneuert und die Serienausstattung erweitert. Darüber hinaus gibt es seither auch die Möglichkeit des Betriebs mit Flüssiggas (LPG) mit einer Reichweite von etwa 500 km. Im August 2010 erfolgte eine Überarbeitung der Reibungen im Motor mit einer Reduktion der Emissionen und verbesserter Kraftstoffeffizienz. Darüber hinaus wurde das Inspektionsintervall auf 24 Monate verlängert. Im November 2011 änderte Nissan die Namen seiner Modelle zu Clipper NV100 für Kastenwagen und Kleinbus, und Clipper NT100 für den Pickup.
Aufgrund der Änderungen in der Crashsicherheit gibt es seit Juli 2012 verbesserte und nach einem Crash leichter zu öffnende Türverriegelungen sowie überarbeitete Gurtstraffer.

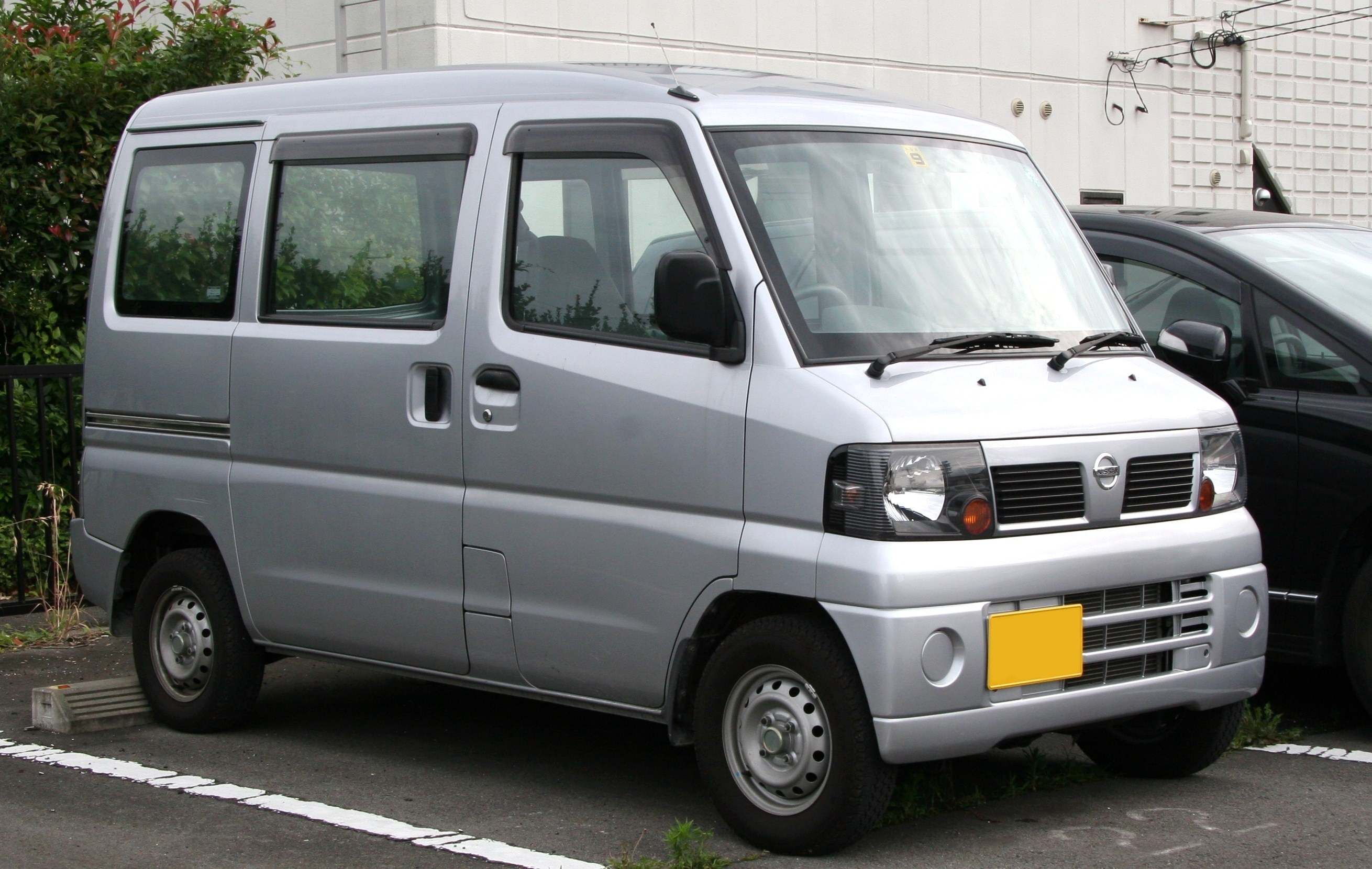
Nissan Clipper NV100
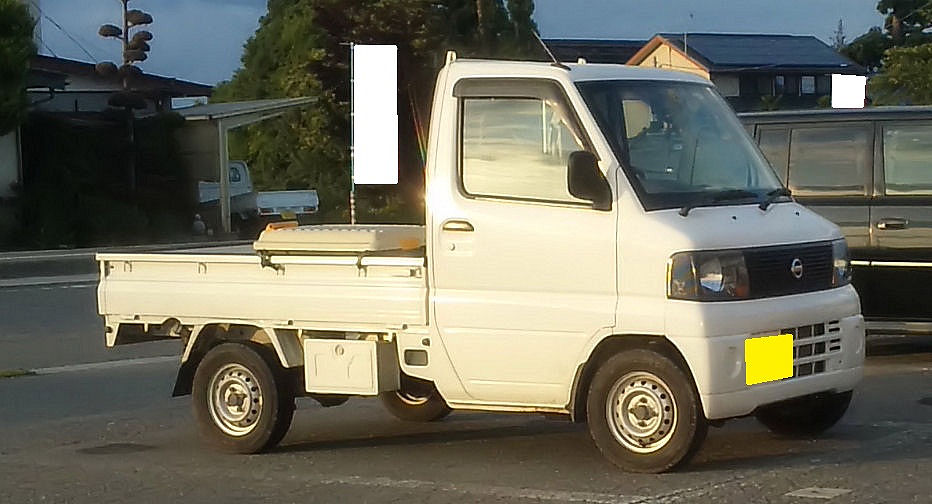
Nissan Clipper NT100

### Minicab MiEV (seit 2011)

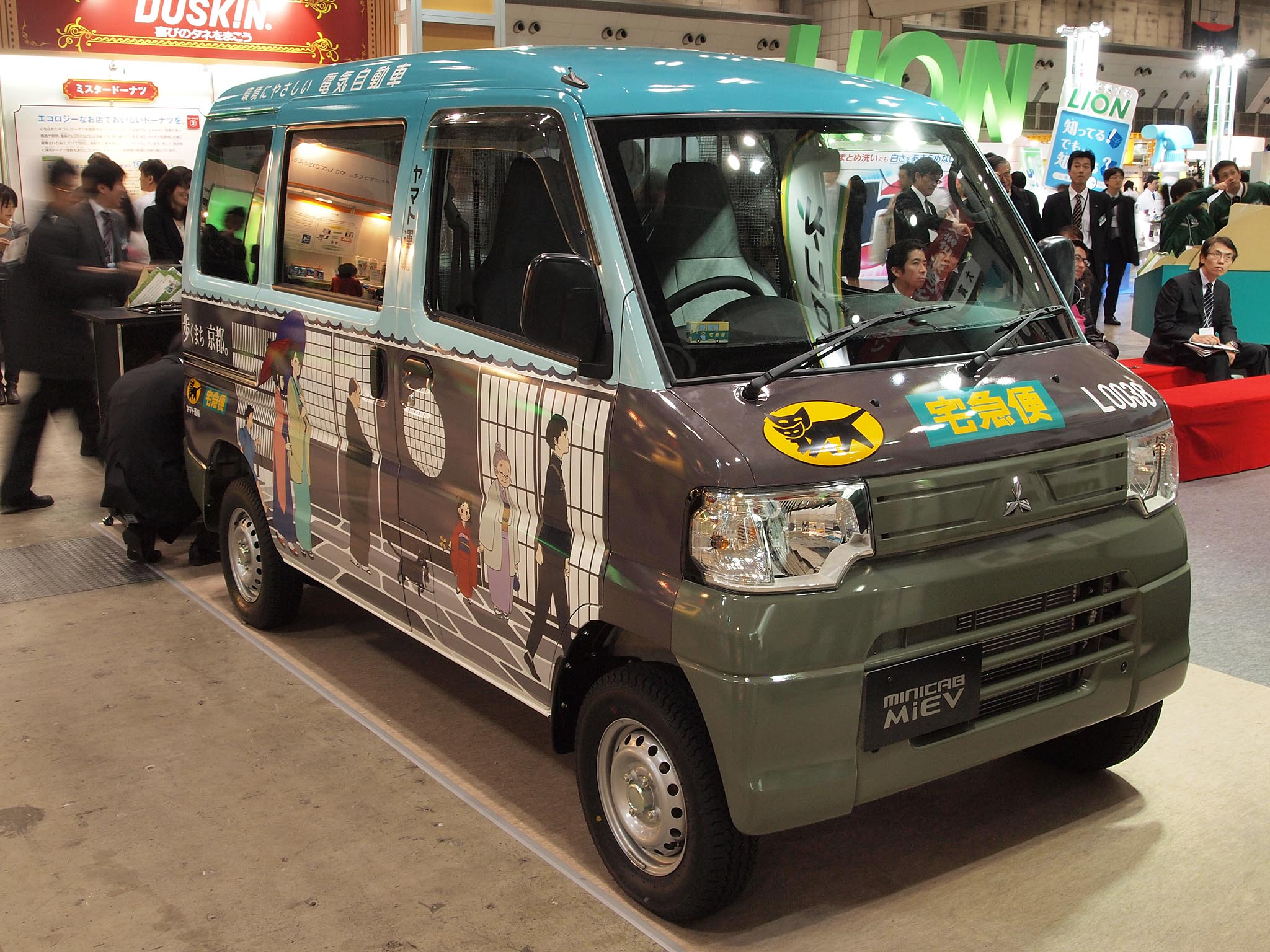
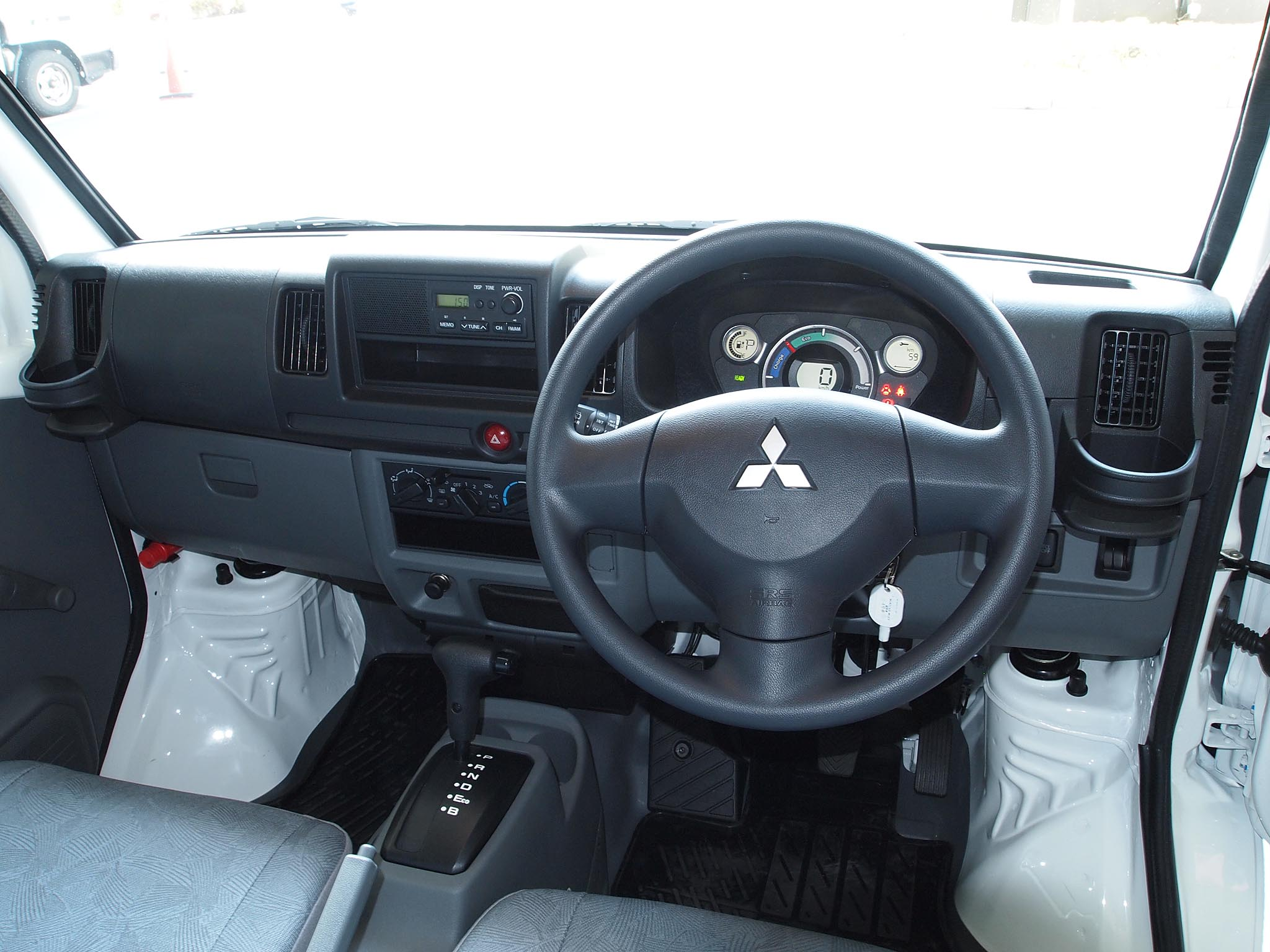
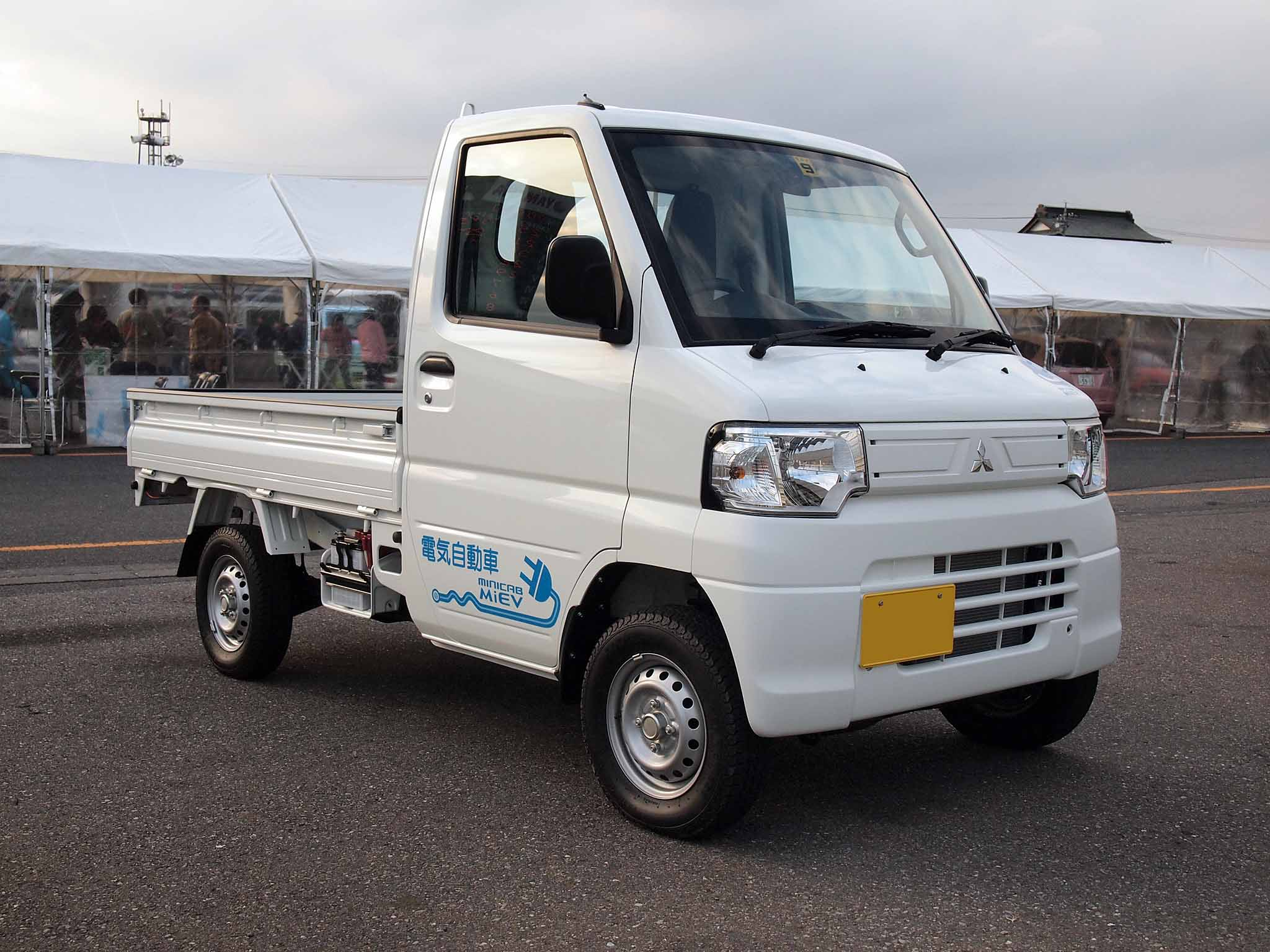

Seit Dezember 2011 ist der Minicab MiEV erhältlich. Er nutzt die Technik des Mitsubishi i-MiEV.
Beim Minicab werden zwei Arten von Batterien mit einer Kapazität von 16 kWh (Reichweite etwa 150 km) bzw. 10,5 kWh (Reichweite etwa 100 km) verbaut. Das Fahrzeuggewicht ist etwa 200 kg über dem der Fahrzeuge mit Benzinmotor. Das Armaturenbrett ist ähnlich dem des i-MiEV gestaltet.

## Mitsubishi Bravo II seit 2011

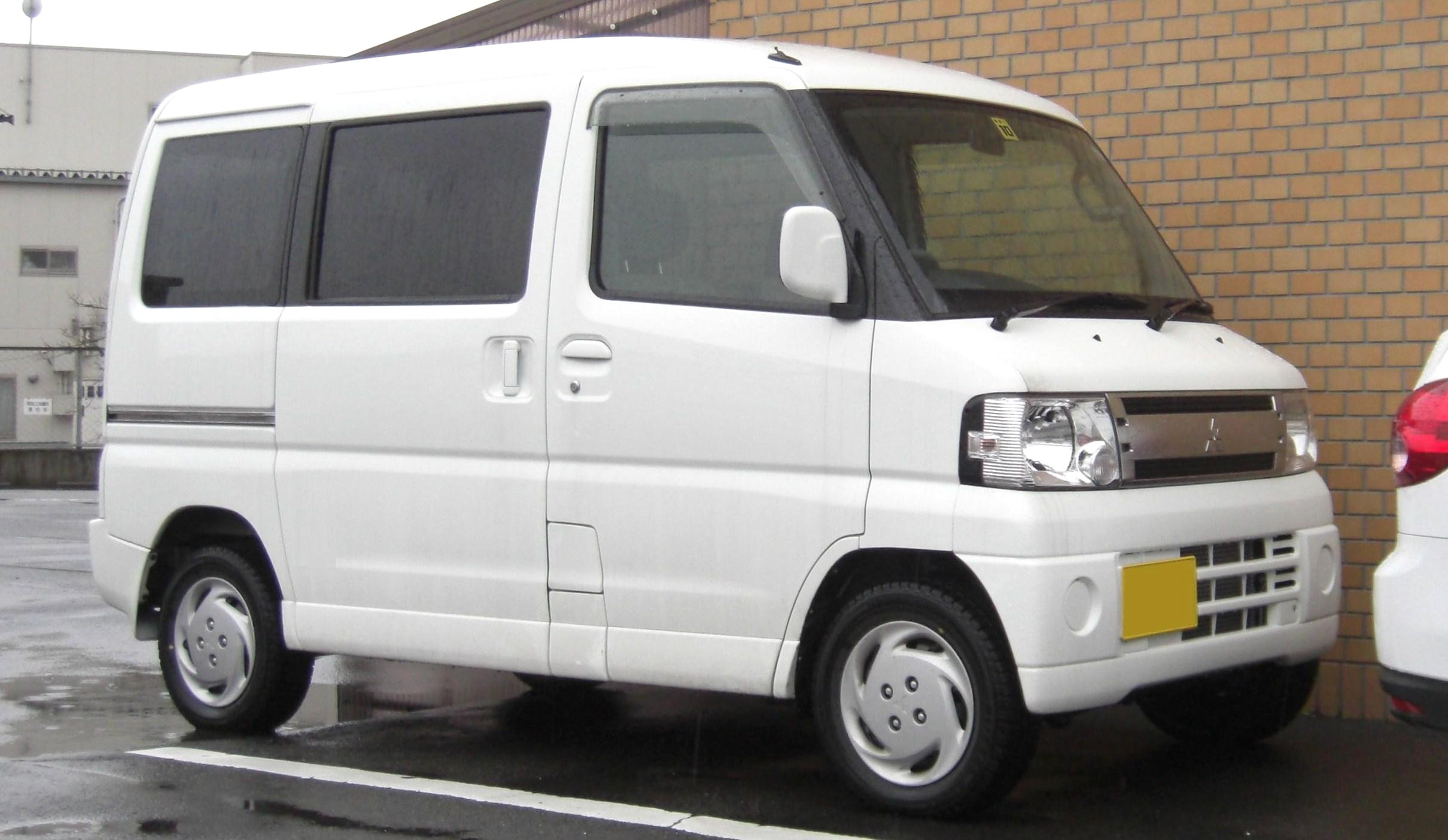
Bravo

Bereits von 1989 bis 1999 trug die Minivan-Version des Minicab im Heimatmarkt den Namen Mitsubishi Bravo. 1999 wurde daraus der Mitsubishi Town Box für alle Märkte. Im Rahmen der Überarbeitung des Minicab 2011 wurde der Town Box nun wieder zum Bravo.